# 오야마 무사시
오야마 무사시(일본어: 大山 武蔵, 1998년 9월 11일~)는 일본의 축구 선수이다.

## 구단 경력
그는 2017년 J1리그의 세레소 오사카에 입단했고, 3년동안 팀에서 뛰었다. 2020년부터 2021년까지 일본 풋볼 리그의 FC 오사카에서 뛰었다. 2022년 J3리그의 카탈레 도야마로 이적했다. 2024년 J3리그 3위를 기록하여 J2리그로 승격했다.